# Taguaza eliptica
Taguaza eliptica is een hooiwagen uit de familie Zalmoxioidae.